# Coin-Op Hits

Schermata di Spy Hunter su Commodore 64, contenuto nella prima Coin-Op Hits

Coin-Op Hits è una serie di due raccolte di videogiochi pubblicate nel 1989 e 1991 per gli home computer Amstrad CPC, Commodore 64 e ZX Spectrum dalla U.S. Gold. Solo la seconda raccolta, Coin-Op Hits II, uscì anche per Amiga e Atari ST. Ciascuna raccolta contiene, con poche eccezioni, cinque conversioni per computer di noti videogiochi arcade d'azione già pubblicate singolarmente dalla U.S. Gold o da sue etichette secondarie.

## Videogiochi

### Coin-Op Hits(1989)
Sulla copertina della prima raccolta è scritto che è presentata anche da Computer and Video Games, allora la più venduta rivista britannica del settore, per questo alcune riviste chiamarono la raccolta C+VG Coin-Op Hits.
Questa edizione offriva una varia mescolanza di generi d'azione.
- Bionic Commando
- Out Run
- RoadBlasters
- Spy Hunter
- Thunder Blade

### Coin-Op Hits II(1991)
La seconda raccolta è più orientata verso il picchiaduro e la violenza.
- Dynasty Wars
- Ghouls 'n Ghosts
- Hammerfist (unico gioco che non è una conversione di arcade)
- Ninja Spirit (non pubblicato singolarmente dalla U.S. Gold, ma dalla Activision)
- Vigilante

## Accoglienza
Di solito la critica europea apprezzò entrambe le raccolte, con giudizi buoni o discreti, trovando valida almeno una parte dei giochi.
La prima Coin-Op Hits ottenne valutazioni molto buone dalle riviste Computer and Video Games (C64 e Spectrum 87%, CPC 83%), che però era di parte dato che sponsorizzava la raccolta, e Sinclair User (Spectrum 85%). Furono meno impressionate Zzap! (C64 72%) e Your Sinclair (Spectrum 71%). I pezzi forti della raccolta furono più volte considerati Bionic Commando e/o Thunder Blade. Spy Hunter era da alcuni considerato un classico, ma ormai datato.
Nella retrospettiva di Retro Gamer sulla versione Amstrad CPC, la si considera molto deludente; secondo la rivista si salva solo Spy Hunter, mentre le altre conversioni erano riuscite meglio sugli altri due computer.
Coin-Op Hits II ricevette buoni voti da Your Commodore (C64 80%), Crash (Spectrum 82%), Commodore Format (C64 76%) e Your Sinclair (Spectrum 78%), e generici apprezzamenti da Zzap!64 e Amiga Joker, mentre secondo Power Play era media.
Ghouls 'n Ghosts fu particolarmente apprezzato da alcune riviste, mentre come titoli più deboli vennero a volte segnalati Dynasty Wars e Vigilante.